# هستینگز (فلوریدا)
هستینگز (به انگلیسی: Hastings) شهرکی در شهرستان سنت جانز ایالت فلوریدا است که در سال ۱۹۰۹ بنیان‌گذاری شده‌است. این شهرک طبق سرشماری سال ۲۰۱۰ میلادی، ۵۸۰ نفر جمعیت داشته و مساحت آن نیز ۱٫۷ کیلومتر مربع است.